# 서울 방이동 고분군
서울 방이동 고분군(서울 芳荑洞 古墳群)은 백제 초기의 무덤군으로 대한민국 서울특별시 송파구 방이동에 있다. 1979년 12월 28일 대한민국의 사적 제270호 방이동백제고분군으로 지정되었으나, 2011년 현재의 명칭으로 변경되었다.
1971년 조사에 의해 고분 8기가 발견되었고, 1975년 잠실 일대를 개발하는 과정에서도 발굴되었다. 서울시는 1983년 복원 공사를 하여 오늘날의 고분 공원으로 조성하였다.

## 개요
서울 방이동 일대에 있는 백제전기(4C초∼475)의 무덤들이다.
제1호 무덤은 봉토의 지름이 12m, 높이 2.2m로 널길(연도)과 널방(현실)을 가진 굴식돌방무덤(횡혈식석실분)이다. 도굴로 인해 남아 있는 유물이 없었으나, 주민에 의해 3접의 토기가 수습되었다. 4호 무덤은 아치형천장(궁륭식천장)을 한 굴식돌방무덤으로, 자연적으로 유약이 입혀진 회청색경질 굽다리접시(고배)와 굽다리접시뚜껑을 비롯한 토기류와 철제류가 출토되었다.
6호 무덤에서 나온 회청색경질 굽다리접시의 경우 굽구멍(투창)이 전형적인 신라토기에서 볼 수 있는 형식이다. 이는 6세기 이후 한강유역이 신라영토로 되었을 때 만들어진 신라무덤일 가능성도 있다.
방이동 유적은 백제의 수도가 한성에 있을 때 만들어진 전기무덤으로 가락동·석촌동무덤과 함께 한성백제의 문화를 알 수 있는 유적이다.

## 참고자료
- 서울 방이동 고분군 - 국가유산청 국가유산포털
- 이 문서에는 다음커뮤니케이션(현 카카오)에서 GFDL 또는 CC-SA 라이선스로 배포한 글로벌 세계대백과사전의 내용을 기초로 작성된 글이 포함되어 있습니다.